# Бернард, Андреас
Андреас Бернард (итал. Andreas Bernard, род. 9 июня 1990, Больцано, Италия) — итальянский хоккеист, вратарь итальянского клуба «Больцано» и сборной Италии. Воспитанник клуба «Ноймаркт/Энья».

## Международная карьера
Бернард выступал за молодёжную сборную Италии, а также за юниорскую сборную этой страны. В общей сложности сыграл 19 матчей за юниорские и молодёжные сборные.
За национальную сборную Италии дебютировал на чемпионате мира в 2012 году, но не сыграл ни одной игры. После 2012 года ежегодно вызывается в сборную на разные турниры.

## Личная жизнь
У Андреаса есть два брата. Манфред, который также был хоккеистом и выступал на позиции вратаря, и Антон, который выступал у себя на Родине в клубе «Больцано» на позиции нападающего и периодически вызывался в национальную сборную.